# جسر مهرنرسة
جسر مهرنرسة (بالفارسية: پل مهرنرسه) هو جسر تاريخي يعود إلى عصر ساسانيون، ويقع في فيروز أباد.